# Кузьмин, Иван Васильевич
Иван Васильевич Кузьмин (3 февраля 1924 — 5 мая 2018) — советский и украинский учёный-кибернетик, лауреат Государственной премии УССР, Заслуженный деятель науки и техники УССР (1978), в 1976—1989 ректор Винницкого политехнического института.

## Биография
Родился 3 февраля 1924 года в с. Угуй Тарского района Новосибирской области.
В 1942—1944 гг. служил в 54-м отдельном полку связи 25-й армии Приморской группы войск
Окончил военно-авиационное училище Министерства обороны СССР, г. Серпухов (1950), Военно-воздушную инженерную академию им. Н. Е. Жуковского (1956) и её адъюнктуру (1959).
В 1959 году защитил кандидатскую, в 1964 — докторскую диссертацию с присуждением учёной степени доктора технических наук. Профессор (1965).
Послужной список:
- 1959—1965 — старший преподаватель, 1965—1971 — начальник кафедры Харьковского высшего военного училища им. маршала Н. И. Крылова,
- 1971—1976 — проректор по научной работе Харьковского института радиоэлектроники,
- 1976—1989 — ректор Винницкого политехнического института
- 1977—1993 — зав. кафедрой АСУ ВПИ
- 1993—2018 — профессор кафедры АСУ ВНТУ.

В 1967 году в Харьковском институте радиоэлектроники организовал кафедру теоретической кибернетики.
Умер 5 мая 2018 года.

## Награды и премии
- 1978 — Заслуженный деятель науки и техники Украинской ССР
- 1981 — Государственная премия Украинской ССР и премия Совета Министров УССР
- 1981 — орден Трудового Красного Знамени
- 1986 — орден Дружбы народов
- 2006 — нагрудный знак «За научные достижения»
- 2008 — медаль Российской Федерации «90 лет Советских Вооруженных Сил».

## Публикации
- Основы теории информации и кодирования. — Киев, 1977.
- Оценка эффективности и оптимизации автоматических систем контроля и управления [Текст] / И. В. Кузьмин. — Москва : Сов. радио, 1971. — 296 с. : ил.; 21 см.
- Основы теории информации и кодирования [Текст] : [учебник для вузов по специальносям «Автоматика и телемеханика» и « Прикладная математика»] / И. В. Кузьмин, В. А. Кедрус. — 2-е изд., перераб. и доп. — Киев : Вища школа, 1986. — 237,[1] с. : граф.; 22 см.
- Элементы вероятностных моделей АСУ [Текст] / И. В. Кузьмин, А. А. Явна, В. И. Ключко ; Под ред. И. В. Кузьмина. - Москва : Сов. радио, 1975. - 335 с. : ил.; 20 см.
- Кодирование и декодирование в информационных системах [Текст] / И. В. Кузьмин, В. И. Ключко, В. А. Литвин ; под ред. И. В. Кузьмина. - Киев : Вища школа, 1985. - 190 с. : ил.; 20 см.